# Petra Sjóstein
Petra Sjóstein (* 21. Juli 1984) ist eine ehemalige färöische Fußballspielerin.

## Verein
Sjóstein spielte mit Ausnahme der Saison 2008 ihre gesamte Karriere bei KÍ Klaksvík. 1999 kam sie im Alter von 15 Jahren zum ersten Mal in der höchsten Spielklasse zum Einsatz, als sie beim 7:2-Heimsieg gegen VB Vágur am zwölften Spieltag in der 85. Minute eingewechselt wurde. Im Jahr darauf erreichte sie das Double aus Meisterschaft und Pokal, wobei Sjóstein beim 2:0-Finalsieg gegen HB Tórshavn nicht eingesetzt wurde. Damals spielte sie an der Seite von Rannvá Biskopstø Andreasen, Malena Josephsen, Annelisa Justesen, Bára Skaale Klakstein und Ragna Biskopstø Patawary. In den ersten Jahren kam sie nur zu wenigen Einsätzen, nur 2002 zählte sie zu den Stammspielern. 2008 wechselte Sjóstein für ein Jahr zu B36 Tórshavn und zählte dort erneut zu den Stammspielern. Nach der Rückkehr zu KÍ Klaksvík setzte sie 2010 für ein Jahr aus und bestritt 2011 ein letztes Spiel für den Verein. Insgesamt erreichte sie acht Meisterschaften und vier Pokalsiege, unter anderem auch gemeinsam mit Randi S. Wardum und Olga Kristina Hansen.

### Europapokal
Für KI bestritt sie vier Spiele im UEFA Women’s Cup. Zu ihrem ersten Einsatz kam sie 2002/03 in der Vorrunde bei der 0:7-Niederlage gegen Umeå IK. Das letzte Spiel bestritt sie 2003/04 bei der 0:8-Niederlage in der Vorrunde gegen Fulham LFC.

## Nationalmannschaft
2002 bestritt Sjóstein drei EM-Qualifikationsspiele für die U-19-Auswahl ihres Landes. Eine Berücksichtigung für die A-Nationalmannschaft fand sie nicht.

## Erfolge
- 8× Färöischer Meister: 2000, 2001, 2002, 2003, 2005, 2006, 2009, 2011
- 4× Färöischer Pokalsieger: 2000, 2002, 2003 (ohne Einsatz), 2006 (ohne Einsatz)